# Pokolj u Lipovači 28. listopada 1991.
Pokolj u Lipovači je ratni zločin kojeg su počinili srpski odmetnici Hrvatima iz tog sela, u svrhu etničkog čišćenja tog kraja od hrvatskog stanovništva. Pokolj je počinjen 28. listopada 1991., kada su postrojbe TO pobunjenih Srba ubili 7 Hrvata civila.
Zbog ovog je ratnog zločina optužen čelnik pobunjenih hrvatskih Srba Milan Babić.
Ubijeni su:
- Franjo Brozinčević
- Marija Brozinčević
- Mata Brozinčević
- Mira Brozinčević
- Mirko Brozinčević
- Roza Brozinčević
- Katarina (Katja) Cindrić

## Vanjske poveznice
- Presuda Milanu Babiću
- Lipovača na falingrain.com
- [neaktivna poveznica] Dani kad su gorjeli Gacka dolina i Kapela, Vjesnik 31. listopada i 1. studenoga 2002.